# الإسلام في تشاد

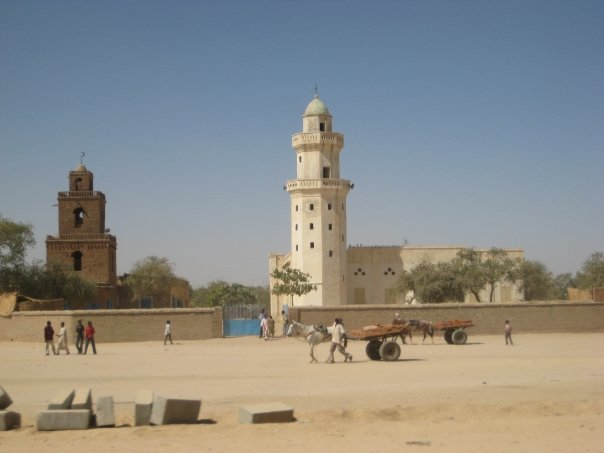
مسجد في تشاد.

انتشر الإسلام في تشاد خلال الحملة العسكرية للقائد العربي المسلم عقبة بن نافع حيث استقر الأحفاد في منطقة بحيرة تشاد إلى يومنا هذا. بدأ المهاجرون العرب بالقدوم من الشرق ( السودان )في القرن الرابع عشر في أعداد كبيرة الذين كانت لديهم عقيدة راسخة. بدلا من أن تكون نتاج غزو أو فرض السلطة السياسية فإن تشاد دخلت في الإسلام تدريجيا إثر الانتشار البطيء للحضارة الإسلامية خارج حدودها السياسية.
احتفظ مسلمو تشاد بالعادات والتقاليد. علاوة على ذلك لم يكن الإسلام في تشاد يتأثر بالحركات الصوفية الكبيرة في العصور الوسطى أو الاضطرابات الإسلامية الأصولية التي أثرت على الشرق الأوسط، غرب أفريقيا، والسودان. ربما نتيجة للاتصال المطول مع تجار من غرب أفريقيا المسلمون فإن معظم المسلمين التشاديون يتبعون الطريقة التيجانية. وبالمثل تتمتع السنوسية التي تأسست على يد جماعة الإخوان المسلمين في ليبيا في منتصف القرن التاسع عشر وكان تأثيرها كبير على المستوى الاقتصادي والسياسي في حوض بحيرة تشاد حوالي عام 1900. على الرغم من المخاوف الفرنسية من حركة النهضة الإسلامية بقيادة المتعصبين للسنوسية فإن معتنقي الإسلام كان محدودا خارج العرب والتبو من جبال تيبستي.:72
التعليم العالي الإسلامي في تشاد غير موجود ولذلك فإن الطلاب والعلماء يتوجب عليهم السفر إلى الخارج. أبرز الوجهات الخارجية لتلقي العلوم الإسلامية تكمن في الخرطوم والقاهرة حيث أن العديد من التشاديين يحضرون إلى جامعة امدرمان الاسلاميةوجامعة الأزهر.:72
ممارسة الشعائر الإسلامية في تشاد يختلف بعض الشيء عن المعروف. على سبيل المثال تقام صلاة الجماعة في كثير من الأحيان مرة واحدة أسبوعيا. علاوة على ذلك فإن مسلمو تشاد لا يؤدون فرضة الحج كثيرا على العكس من نظرائهم الهوسا في شمال نيجيريا. أما بالنسبة لصيام رمضان فأكثر المسلمين المتحمسين في تشاد يرفضون ابتلاع اللعاب خلال النهار وهو تفسير صارم لا سيما مع المنع من الأكل والشرب ما بين شروق الشمس وغروبها.:72